# Стадион Крчагово
Стадион Крчагово, познат и као СРЦ Крчагово је мулти-функционални стадион у Ужицу. Углавном се користи за фудбалске утакмице и домаћи је терен ФК Јединство Путеви. Капацитет стадиона је 1.500 места.

## Историјат
Стадион је свечано отворен 11. јула 1998. године у присуству великог броја љубитеља спорта, грађана и спортских функционера Скупштине општине Ужице. Изградња спортског терена трајала је годину дана. За то време изграђена су четири тениска терена и фудбалски стадион са трибинама које могу да приме око 1.500 гледалаца.
Пратећи садржаји су три свлачионице са купатилима, теретана, ресторан, службене просторије управе клуба. Путеви Ужице били су главни извођач радова на изградњи спортског центра у Крчагову. Радници предузећа обавили су највећи део посла. Пресецањем врпце на свечаности организованој на стадиону, Радован Јеремић, директор предузећа Путеви и председник Управног одбора ФК Јединство Путеви, свечано је отворио нови спортски центар. Утакмица отварања одиграна је између Јединства и ФК Партизан. Резултат је био 0–4 за госте.
Главни извођач радова на изградњи објекта били су Путеви Ужице, власништво Василија Мићића. Као главни финансијер клуба одлучио је да са својом фирмом изгради стадион и све помоћне објекте. Године 2003. купио је хотел Палисад у оквиру којег је изградио 4 фудбалска терена која би служила за припремне утакмице ФК Јединство Путеви. Планирао је да изгради још 10 таквих терена, али га је смрт у 76. години спречила у томе. Преминуо је 20. децембра 2020. године у Москви.